# La Ferté-Chevresis
La Ferté-Chevresis es una comuna francesa, situada en el departamento de Aisne, de la región de Alta Francia.

## Geografía
La Ferté-Chevresis está ubicada a orillas del río Péron a 22 km al sureste de San Quintín.

## Demografía
| 847 | 830 | 714 | 665 | 626 | 567 | 591 | 562 |
| Para los censos de 1962 a 1999 la población legal corresponde a la población sin duplicidades (Fuente: INSEE [Consultar]) |     |     |     |     |     |     |     |